# Pseudaphelia dialitha
Pseudaphelia dialitha är en fjärilsart som beskrevs av Willie Horace Thomas Tams 1930. Pseudaphelia dialitha ingår i släktet Pseudaphelia och familjen påfågelsspinnare. Inga underarter finns listade i Catalogue of Life.